# Velarifictorus elephas
Velarifictorus elephas är en insektsart som beskrevs av Andrej Vasiljevitj Gorochov 1992. Velarifictorus elephas ingår i släktet Velarifictorus och familjen syrsor. Inga underarter finns listade i Catalogue of Life.